# Orchestre national de la radio roumaine
L'Orchestre national de la radio roumaine (en roumain : Orchestra Națională Radio) est un orchestre symphonique roumain fondé en 1928, dépendant de la Société roumaine de radiodiffusion.

## Historique
Fondé en 1928 comme orchestre de studio, l'orchestre donne son premier concert public en 1932 et porte le nom d'Orchestre symphonique de la radio-télévision roumaine jusqu'en 1991.
Le directeur musical actuel de l'orchestre est Tiberiu Soare.

## Chefs permanents
L'orchestre a toujours disposé de plusieurs chefs permanents simultanément. Ont ainsi été à la tête de la formation :
- Mihail Jora (1928-1933)
- Theodor Rogalski (1930-1951)
- Alfred Alessandrescu (1933-1959)
- Constantin Bobescu (1935-1972)
- Ionel Perlea (1936-1944)
- Emanuel Elenescu (1946-1971)
- Mendi Rodan (1953-1958)
- Constantin Silvestri (1958-1959)
- Iosif Conta (depuis 1954)
- Paul Popescu (depuis 1979)
- Ludovic Bács
- Cristian Brâncuși
- Horia Andreescu (1992-2010)
- Tiberiu Soare (depuis 2012)

## Invités internationaux
Au cours des dernières décennies, les concerts de l'Orchestre national de la radio roumaine
ont accueilli de grands noms du monde musical roumain, ainsi que des invités prestigieux du monde du concert international.
Parmi eux figurent les suivants :
- Chefs d'orchestre - Theodor Rogalski, Carlo Zecchi, Igor Markevitch, Ion Marin (en), Matthias Manasi (de)[3],[4], Michel Plasson, Maxime Chostakovitch, Neil Thomson, , Julien Salemkour;
- Chanteurs -  Montserrat Caballé, Eliane Coelho, Ileana Cotrubaș, Ruxandra Donose, Angela Gheorghiu, Teodora Gheorghiu, Cynthia Laurence, Elena Moșuc, Placido Domingo, Luciano Pavarotti, Veronica Anușca, Ștefan Ignat;
- Pianistes - Radu Lupu, Martha Argerich, Valentin Gheorghiu, Dan Grigore, Sviatoslav Richter, Mihaela Ursuleasa, Horia Mihail;
- Violinists - Yehudi Menuhin, Isaac Stern, David Oistrakh, Maxim Vengerov, Vadim Repin, Alexandru Tomescu;
- Violoncellistes - Natalia Gutman, Mstislav Rostropovich, ranz Helmerson, Alexandr Rudin.

## Créations
L'orchestre a créé de nombreuses partitions, de Liana Alexandra (Symphonie no 2, 1978 ; Symphonie no 3, 1982), Pascal Bentoiu (Luceafărul, 1958 ; Imagini bucurestene, 1959 ; Ouverture de concert, 1964 ; Symphonie no 2, 1975 ; Symphonie no 4, 1979, Symphonie no 5, 1980), Wilhelm Georg Berger, Theo Brandmüller (Antigone, 1990), Paul Constantinescu (Sinfonietta, 1938 ; Concerto pour orchestre à cordes, 1956), Dimitrie Cuclin (Symphonie no 16, 1963 ; Symphonie no 11, 1967), Dan Dediu, Ion Dumitrescu, Georges Enesco (Vox Maris, 1964), Corneliu Dan Georgescu, Ludovic Feldman, Theodor Grigoriu (Vis Cosmic, 1965), Mihail Jora (Hanul Dulcineea, ballet, 1967), Marcel Mihalovici (Ouverture tragique, 1958 ; Symphonie no 5, 1971), Ștefan Niculescu, Tiberiu Olah, Aurel Stroe (Laude I, 1966 ; Concerto pour clarinette, 1975 ; Agamemnon, 1983), Sigismund Toduță, Zeno Vancea (Concerto pour orchestre, 1962), et Anatol Vieru (Concerto pour orchestre no 1, 1956 ; Ode au silence, 1968 ; Clepsidră II, oratorio, 1972 ; Symphonie no 3, 1979 ; Symphonie no 5, 1986 ; Symphonie no 6, 1995).